# Romualdas Drakšas
Romualdas Drakšas (* 29. Mai 1971 in Vilnius, Litauische SSR) ist ein litauischer Rechtsanwalt, Strafrechtler,  Professor an der Mykolas-Romer-Universität, Schriftsteller Phantast, Dichterjurist.

## Leben
Mutter von Romualdas ist Kriminologin und Juristin Anna Drakšienė, Dozentin der Universität Vilnius. Vater ist Physiker Pranciškus Ramundas Drakšas.
Nach dem Abitur an der Mittelschule Vilnius studierte Romualdas Drakšas von 1989 bis 1994 Jura im Diplomstudium an der Vilniaus universitetas und absolvierte anschließend von 1996 bis 2001 das Promotionsstudium. 2002 promovierte er zum Thema „Historische, komparative und filosophische Aspekte der Todesstrafe“. Von 1993 bis 1994 machte er das Praktikum im Amtsgericht Aachen.
Von 1994 bis 1997 war er Anwaltsgehilfe in der 1. Rechtsanwaltskanzlei Vilnius. Von 1997 bis 2012 war er Rechtsanwalt in eigener Kanzlei, ab 2012 bei der Rechtsanwaltskanzlei „TARK GRUNTE SUTKIENE“. Von 1999 bis 2002 war er Assistent, von 2002 bis 2003 Lektor und ab 2003 ist er Dozent am Lehrstuhl für Strafrecht der Universität Vilnius. Außerdem ist er Professor im Lehrstuhl für Verwaltungsrecht und Verwaltungsverfahren der Rechtsfakultät der MRU.
Als Schriftsteller Phantast publizierte er in New York Juni 2009 den 1. Teil „Man. The Awakening“ der Serie „Mensch“ und Oktober 2009 in der Buchmesse Frankfurt. 
Er spricht Englisch, Russisch und Deutsch.

## Bibliografie
- Todesstrafe: Situation und Perspektive // Mirties bausmė: situacija ir perspektyvos (Monografie)
- Strafrechtliche Verantwortung und ihre Realisationsformen // Baudžiamoji atsakomybė ir jos realizavimo formos (Monografie)
- Kommentar des Strafgesetzbuchs Litauens // Lietuvos Respublikos baudžiamojo kodekso komentaras. Bendroji dalis. (2004 m.) bendraautoris
- Mensch. Erwachung // Žmogus. Pabudimas (Roman)
- Menschheit // Žmonija (Roman)
- Hexerskrieg // Raganiaus karas (Roman)
- Letzter Engelsflug // Paskutinis angelo skrydis (Roman)
- Antarktide. Anfangsbuch // Antarktida. Pradžios knyga (Roman).